# Echunga
Echunga is een plaats in de Australische deelstaat Zuid-Australië en telt 500 inwoners (2006).